# Kodre
Kodre (en serbe cyrillique : Кодре) est un village du sud-est du Monténégro, dans la municipalité d'Ulcinj.

## Démographie

### Évolution historique de la population
| 1948 | 1953 | 1961 | 1971 | 1981 | 1991 | 2003 |
| ---- | ---- | ---- | ---- | ---- | ---- | ---- |
| 165  | 193  | 259  | 432  | 450  | 765  | 883  |